# Катастрофа DC-6 под Ло-Вальдесом
Катастрофа DC-6 под Ло-Вальдесом — крупная авиационная катастрофа пассажирского самолёта Douglas DC-6B чилийской авиакомпании LAN Chile, произошедшая в субботу 6 февраля 1965 года в районе горнолыжного курорта Ло-Вальдес, при этом погибли 87 человек. Крупнейшая авиакатастрофа в истории Чили.

## Самолёт
Douglas DC-6B с заводским номером 45513 и серийным 1004 поступил с завода в авиакомпанию 21 августа 1958 года в составе партии из четырёх самолётов. Изначально он получил бортовой номер CC-CLDD, но в 1959 году после перерегистрации номер сменился на CC-CCG. Общая наработка авиалайнера составляла 17 085 лётных часов, включая 27 лётных часов с последнего периодического ремонта. Вес и центровка находились в пределах допустимого. Тип топлива в докладе не указывался.

## Экипаж
Экипаж самолёта состоял из 7 человек:
- Командир воздушного судна — Марио Бустаманте Астете (исп. Mario Bustamante Astete). Общий налёт 10 868 часов на различных типах самолётов, включая DC-6B. Анды пересекал 24 раза в должности командира и 102 раза в должности второго пилота.
- Второй пилот — Патрисио Рохас Вендер (исп. Patricio Rojas Vender). Общий налёт 2604 часа на различных типах самолётов, включая DC-6B. Анды пересекал 16 раз в должности второго пилота.
- Бортинженер — Дальмиро Харамильо (исп. Dalmiro Jaramillo G.)
- Бортрадист — Хосе Рамирес Суньига (исп. José Ramírez Zúñiga)
- Старший стюард — Маркос Ассард Бельсар (исп. Marcos Hassard Belsar)
- Стюардессы:
  - Мириам Конча Фигуэро (исп. Myriam Concha Figueroa)
  - Соня Йебра Фернандес (исп. Sonia Yebra Fernández)

## Катастрофа
Самолёт выполнял плановый пассажирский рейс 107 из Сантьяго (Чили) в Монтевидео (Уругвай) с промежуточной посадкой в Буэнос-Айресе (Аргентина). Согласно плану полёта, при выполнении первого этапа авиалайнер должен был выполнять визуальный полёт по маршруту: Сантьяго (аэропорт Лос-Серрильос) — Мелипилья — Майпо — Сан-Рафаэль — Уинка-Ренанко — Хунин — Суипача — Буэнос-Айрес (аэропорт Эсейса). При этом до Майпо высота полёта должна была составлять 19 тысяч футов (5,8 км), а после — 19,8 тысяч футов (6 км). В 08:06 с 7 членами экипажа и 80 пассажирами (59 чилийцев и 21 житель других стран) на борту рейс 107 взлетел в северном направлении в сторону Сантьяго, после чего на небольшой высоте пролетел над городом близ Сан-Кристобаля, а в 08:10—08:12 уже близ Манкуехуе (в отчёте ошибочно указана как Маркуехуе). В 08:17 экипаж связался с диспетчерским центром в Панагре и запросил разрешение на спрямление маршрута по участку Амарилло — Тумуян — Виежо — Рейнольдс на высоте 5700 метров. Диспетчер разрешил спрямление трассы, при этом спросив расчётное время достижения Амарилло, на что экипаж передал, что 08:36.  В 08:22 радиосвязь была завершена. Авиалайнер продолжал следовать на небольшой, относительно окружающей местности, высоте, пройдя таким образом Фареллонес, Лагунильяс, Куэльтекуе и Ло-Вальдес. Затем в 08:36 несколько свидетелей увидели, как авиалайнер разбился близ вулкана Сан-Хосе на горном хребте, соединяющем горы Катедраль и Корона. Дуглас врезался в скалы на высоте 3658 метров (12 001 фут) и всего в 100 метрах ниже вершины и полностью разрушился, при этом все 87 человек на борту погибли.
На тот момент это была крупнейшая катастрофа самолёта Douglas DC-6, пока в 1969 году её не отодвинула на второе место катастрофа под Афинами (90 погибших). Также остаётся (на 2020 год) крупнейшей авиакатастрофой в истории Чили.

## Расследование
Самолёт разрушился на мелкие части, при этом определить положение органов управления в момент катастрофы было невозможно. Изучив наиболее уцелевшие двигатели № 1 и 2 (на левом крыле), было установлено, что оба они в момент удара работали с частотой вращения вала 2400 оборотов в минуту, а их воздушные винты не были зафлюгированы. на основании этих данных был сделан вывод, что технических отказов не было.
Выданный экипажу план полёта был утверждён в соответствии с национальными и международными стандартами, но командир принял решение спрямить маршрут, хотя выбранный вариант противоречил директивам и инструкциям авиакомпании, а также плану полёта.
Выводы:
- Экипаж был должным образом сертифицирован и квалифицирован.
- Самолёт имел действующий сертификат лётной годности.
- План полёта был составлен в соответствии с национальными и международными стандартами.
- Погодные условия не были причиной катастрофы.
- В момент столкновения двигатели работали.
- Технических отказов или разрушения конструкции в полёте не было.
- Командир экипажа выполнял полёт с нарушениями директив и руководств авиакомпании, а также утверждённого плана полёта.

Причиной катастрофы комиссия назвала недисциплинированность командира экипажа, который нарушил план полёта и требования по полётам в горных районах.